# Preek
De preek of prediking (Latijn praedicare = openlijk verklaren, verkondigen, vermelden, vertellen) is een rede waarin een godsdienstige waarheid in het openbaar wordt verkondigd, toegelicht, enzovoort. Zij is 
een belangrijk onderdeel van de eredienst in verschillende godsdiensten.

De leer van het doordenken, maken en geven van een preek of homilie heet homiletiek of predikkunde.

## Christendom
Het preken is een van de centrale taken van priesters (Rooms-Katholiek), predikanten en kerkelijk werkers (Protestants) of voorgangers (Evangelisch).

### Katholieke Kerk

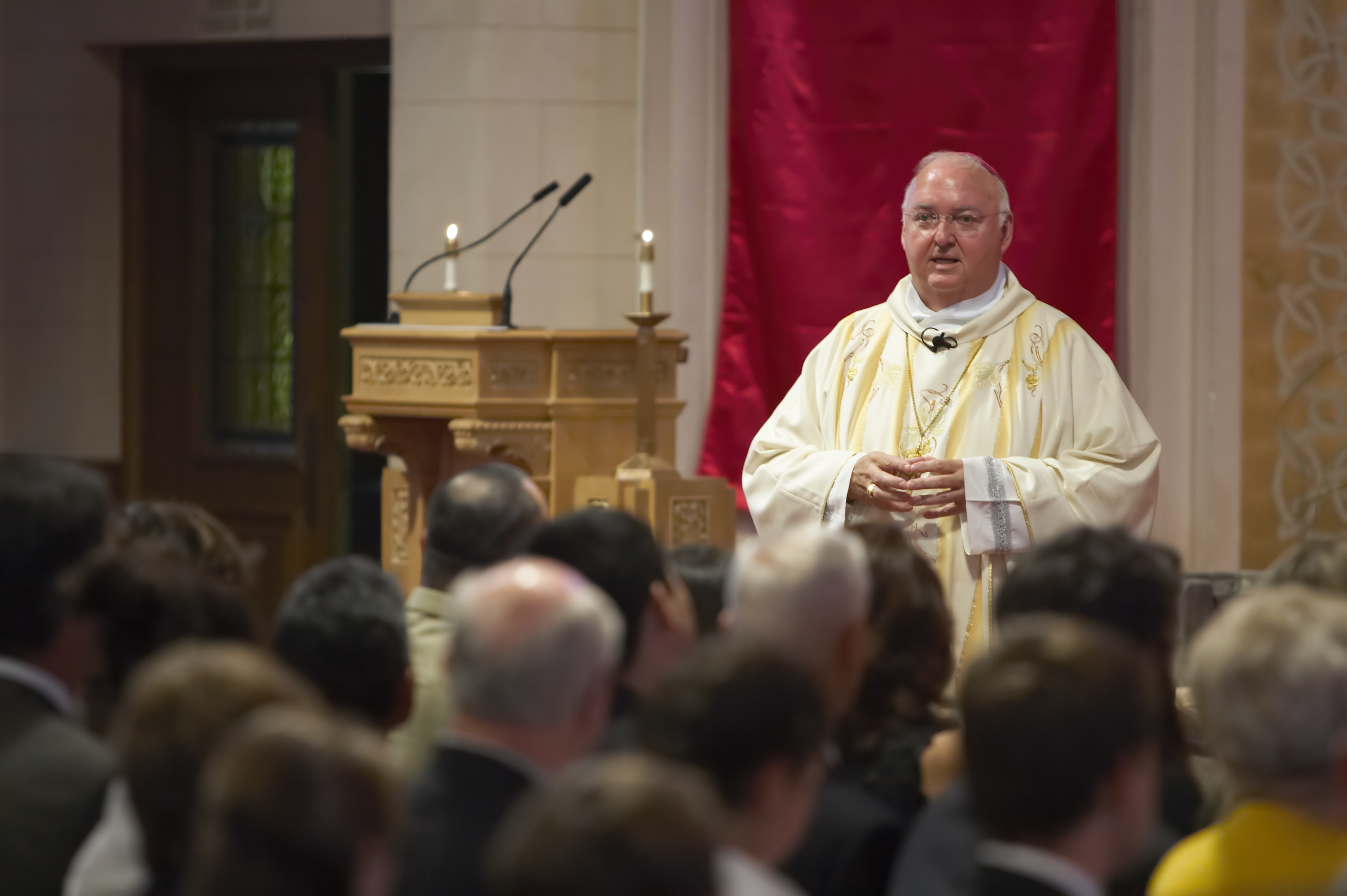
Bisschop die preekt

In de katholieke Heilige Mis heet de preek tijdens de eucharistie formeel homilie en maakt binnen de liturgie deel uit van de Dienst van het Woord.
Wanneer een homilie onderdeel is van de Mis, kan een preek ook onderdeel zijn van andersoortige vrome bijeenkomsten. Bij gebedsvieringen en retraites wordt veelal een preek gehouden, waarbij het onderwerp - anders dan in de Mis - vrij te kiezen is. Bijzondere soorten katholieke preken zijn de vastenpredicaties en boetepreken. De orde van de dominicanen legde steeds bijzondere aandacht op het preken, waarvan ook hun naam is afgeleid: predikheren.

### Protestantse kerken

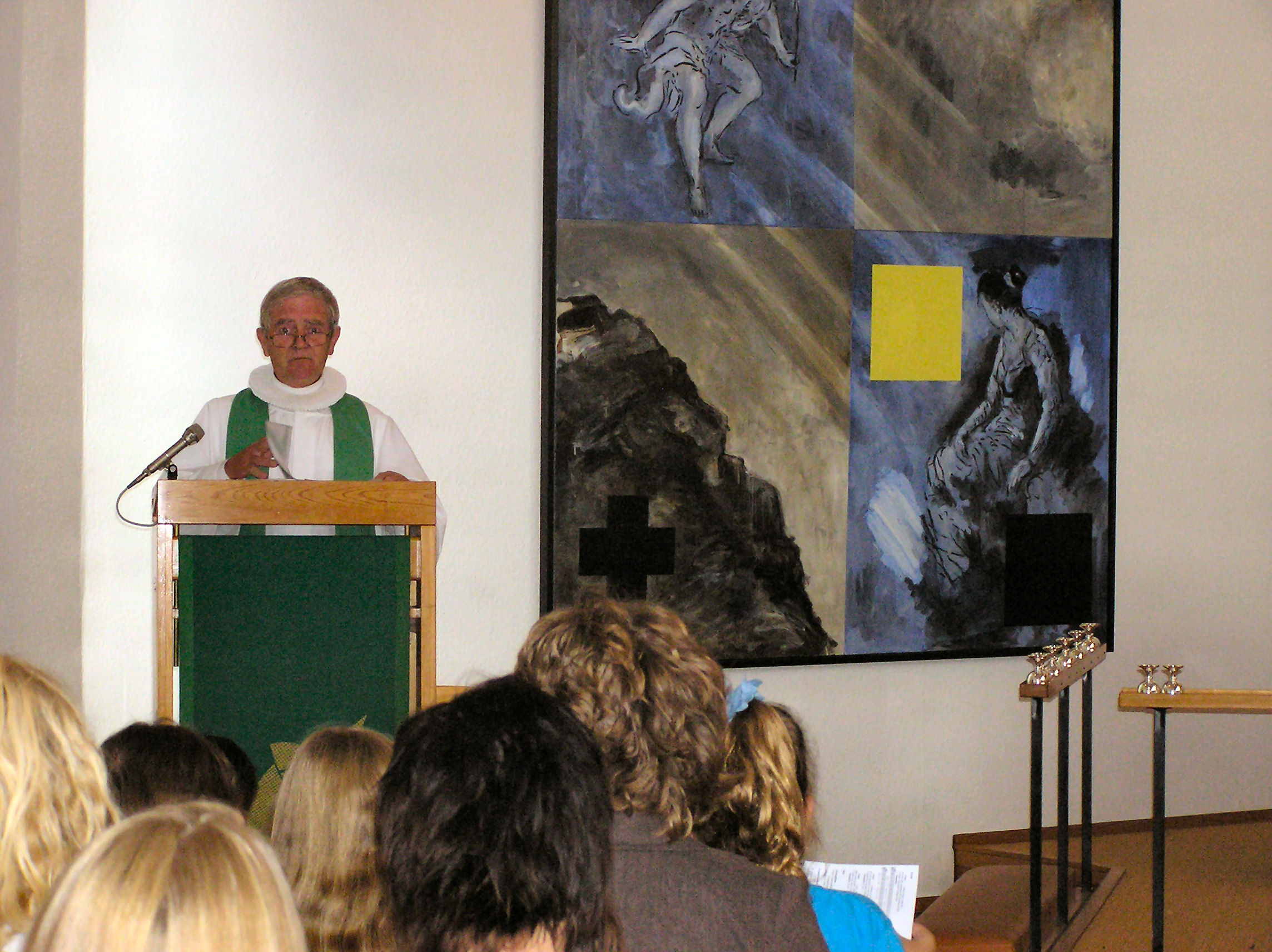
Predikant die preekt

In samenkomsten van een protestantse gemeente staat de prediking, de verkondiging van Gods Woord, centraal. Vóór de prediking worden een of meer Bijbelgedeelten voorgelezen, waarna in de prediking zelf de boodschap van de Bijbel aan de verzamelde gemeente wordt uitgelegd, en wordt aangegeven hoe deze kan worden toegepast in het dagelijks leven. De preek wordt meestal gehouden door een theologisch geschoolde predikant of kerkelijk werker (in evangelische en pinksterkerken) een voorganger; wanneer er geen beschikbaar is, leest in het algemeen een van de ouderlingen een door een predikant gemaakte preek voor (preeklezen). Calvijn, de grondlegger van het gereformeerd protestantisme – er zijn meer vormen van protestantisme, te denken valt onder andere aan het lutheranisme –, was zelf een uitnemend prediker. In Genève preekte hij dagelijks. Hij bepreekte delen van de Bijbel achter elkaar in doorgaande lezing, de zogenoemde Lectio Continua.
Over het algemeen zijn de protestantse erediensten sober van karakter. Men komt samen om de Bijbel, het "Woord van God", te horen en leren verstaan. In de protestantse prediking wordt de aandacht sterk gericht op het verstaan van de Bijbel met het oog op het persoonlijk beleven en (dagelijks) leven, zowel in de levenssfeer van familie en gelijkgezinden als in de "wereld" . Daarmee hangt samen een accent op de levenswandel, zoals wanneer het gaat om de oriëntatie op de vaak moeilijke keuzen tussen goed en kwaad, en ethiek.
Er wordt onderscheid gemaakt tussen heilshistorische prediking (waarin de perikoop in de lijn van Gods geschiedenis met mensen wordt geplaatst), exemplarische prediking (waarbij een hoofdpersoon als voorbeeld van geloof wordt voorgehouden) en pastorale prediking (waarbij de gemeente wordt getroost of aangemoedigd.

## Islam
De khutbah is een preek binnen de islam die voor de gezamenlijke vrijdagsalat en na de speciale salat van het Offerfeest en het Suikerfeest wordt gehouden. Daarnaast wordt een khutbah gehouden op de Vlakte van Arafat tijdens de hadj. Deze laatste is bedoeld voor alle moslims.
Degene die de khutbah houdt, wordt khatib genoemd. Hoewel doorgaans de imam de khutbah houdt, kan deze ook door een ander gehouden worden. De onderwerpen van de khutbah zijn zeer divers, maar handelen vaak over actuele, relevante zaken.

## Overdrachtelijk
- In de profane spreektaal wordt preek (of donderpreek) gebruikt voor een strenge, onvriendelijke toespraak, om iemand de levieten te lezen, eventueel gevolgd door een straf.
- Preek is bij uitbreiding ook een lang, saai betoog voor een onwillig of minstens ongeïnteresseerd publiek.